# Dinastía Bagratuni

Bandera Bagratuni

Los Bagratuni fueron una dinastía que gobernó parte de Armenia. En Armenia, además de ser señores de Taron, Bagrevand, Dariunq, Moq, Mardastán, Sper, Khoit, Sasun y Kulb, entre otros, fueron reyes de: Armenia,  Ani, Kars, Bagaran y Tashir. La familia real Bagratuni o Bagratida (armenio: Բագրատունի, pronunciación armenia: [bagɾatuni]) gobernó muchas regiones del Reino de Armenia, como Syunik, Lori, Vaspurakan, Vanand, Taron y Tayk. También son aceptados como los progenitores de la dinastía georgiana Bagrationi.

## Historia
La familia Bagratuni se convirtió en príncipes en el siglo IV. Sus derechos hereditarios les fueron otorgados por la dinastía Arshakuni, los reyes de Armenia (52-428). Se les dio el título de aspet, el comandante de la caballería, y se les otorgó el privilegio de coronar a los reyes de Arshakuni en el momento de su acceso al trono. Su dominio incluía la región de Sper en el valle del río Çoruh de la Alta Armenia, que era famosa por su oro, y Tayk. Moisés de Corene afirmó que tenía un antepasado Sembat que llegó a Armenia desde Judea en el siglo VI a. C. Sin embargo, los historiadores modernos consideran que esto es un invento para dar un origen bíblico a la familia. La familia Bagrátida surgió primero como nakharars, miembros de la nobleza hereditaria de Armenia. Ya en 288–301, el príncipe Bagrátida Smbat tenía los títulos armenios hereditarios de Aspet, que significa "Maestro del caballo", y T'agatir, que significa Coronant of the King. De acuerdo con el príncipe Cyrille Toumanoff, el príncipe Bagrátida más temprano se hizo una crónica desde el 314 d. C. En el siglo VIII, Smbat VII Bagratuni se sublevó contra el Califato Abasí, pero la revuelta fue derrotada.

## Armenia
Los príncipes bagrátidos de Armenia son conocidos desde el siglo I a. C.cuando sirvieron bajo la dinastía Artaxiad. A diferencia de la mayoría de las familias nobles de Armenia, solo tenían franjas de tierra, a diferencia de los mamiconios, que tenían un territorio de tierra unificado. Estos son los primeros príncipes Bagrátidas en Armenia antes del establecimiento del reino, como lo menciona la Unión de Nobles Armenios. Ashot I fue el primer rey Bagrátida, el fundador de la dinastía Royal Bagratid. Fue reconocido como príncipe de los príncipes por el tribunal de Bagdad en 861, lo que provocó la guerra con los emires árabes locales. Ashot ganó la guerra, y fue reconocido como Rey de los armenios por Bagdad en 885. Reconocimiento de Constantinopla seguido en 886.
En un esfuerzo por unificar a la nación armenia bajo una sola bandera, los Bagratidas subyugaron a otras familias nobles armenias mediante conquistas y frágiles alianzas matrimoniales. Eventualmente, algunas familias nobles como Artsrunis y Siunis se separaron de la autoridad central de Bagratid. Ashot III el Misericordioso transfirió su capital a la ciudad de Ani, ahora famosa por sus ruinas. Mantuvieron el poder jugando fuera de la competencia entre el Imperio Bizantino y los árabes. Asumieron el título persa de "Rey de reyes" (Shahanshah). Sin embargo, con el inicio del siglo X y más, los Bagratunis se dividieron en diferentes ramas, rompiendo el reino unificado en un momento en que se necesitaba la unidad frente a la presión de Seljuk y Bizantina. La regla de la rama Ani terminó en 1045 con la conquista de Ani por los bizantinos. La rama de Kars se mantuvo hasta 1064. Se cree que la dinastía de la Armenia Cilicia es una rama de Bagratids, que más tarde tomó el trono de un Reino armenio en Cilicia. El fundador, Rubén I, tenía una relación desconocida con el rey exiliado Gagik II. Era un miembro de la familia más joven o un pariente. Ashot, hijo de Hovhannes (hijo de Gagik II), fue más tarde gobernador de Ani bajo la dinastía Shaddadid.